# Karvinoaivi
Karvinoaivi är en kulle i Finland. Den ligger i Utsjoki kommun i landskapet Lappland, i den norra delen av landet, 1 100 km norr om huvudstaden Helsingfors. Toppen på Karvinoaivi är 411 meter över havet. Karvinoaivi ingår i Paistunturit.
Terrängen runt Karvinoaivi är kuperad åt nordväst, men åt sydost är den platt.  Trakten runt Karvinoaivi är nära nog obefolkad, med mindre än två invånare per kvadratkilometer. Närmaste större samhälle är Utsjoki by, 18,9 km öster om Karvinoaivi. Omgivningarna runt Karvinoaivi är i huvudsak ett öppet busklandskap.